# Ondřej Novosad
Brigádní generál Ing. Ondřej Novosad (* 17. prosinec 1962, Jeseník) je slovenský generál, od 10. září 2012 (podle životopisu 15. září) velitelem Pozemních sil Slovenské republiky.

## Život
V roce 1982 absolvoval Vojenskou střední odbornou školu v Martinu. Potom v období 1982, až 1986 studoval na Vojenské vysoké škole ve Vyškově na Moravě a roku 1986 byl jmenovaný do hodnosti poručík jako voják z povolání. Po ukončení studia vykonával základní velitelské funkce v ženijním vojsku. Po ukončení postgraduálního studia na Vojenské akademii A. Zápotockého v Brně byl roku 1991 ustanovený do funkce velitele školy důstojníků v záloze.
Po rozdělení Československa se roku 1993 stal ženijním náčelníkem v Žilině. Od roku 1997 do roku 2001 absolvoval různé štábní a jazykové kurzy na Slovensku i v zahraničí. V roku 2005, absolvoval kurz anglického jazyka ve Velké Británii. V letech 2007 až 2010 působil ve funkci velitele 2. mechanizované brigády v Prešově. V této funkci tehdejšího plukovníka Novosada prezident SR k 23. březnu 2008 jmenoval do první generálské hodnosti brigádní generál. V letech 2010 až 2012 byl zástupcem velitele Pozemních sil, 10./15. září 2012 se stal jejich velitelem.

## Působení ve vojenských misích v zahraničí
- 1996–1997 zástupce velitele ženijního praporu OSN (UNTAES/Východní Slavonie)
- 1999–2000 Velitel slovenského kontingentu NATO/KFOR/Kosovo)
- 2003–2004 Velitel slovenského kontingentu Irácká svoboda/Irák

## Znalost cizích jazyků
- Anglický jazyk
- Německý jazyk
- Ruský jazyk

## Místa vojenského působení
- Slovensko: Martin, Žilina, Liptovský Mikuláš, Prešov, Sereď, Trenčín, Bratislava
- Česko: Vyškov na Moravě, Brno
- USA: York